# خوسيه غونزاليس غالو
خوسيه غونزاليس غالو (بالإسبانية: José Jesús González Gallo)‏ هو قاضي ومحامي وسياسي مكسيكي، ولد في 1900، وتوفي في 1957 في Yahualica de González Gallo ‏ في المكسيك بسبب حادث مرور. نشط حزبياً في الحزب الثوري المؤسساتي. وقد انتخب عضو مجلس النواب المكسيك.